# Ernst Hild
Ernst Hild (* 20. August 1902 in Katzenelnbogen; † 7. Februar 1973 in Dillenburg) war ein deutscher Verwaltungsbeamter.

## Leben
Als Sohn eines Hauptlehrers geboren, studierte Hild nach dem Besuch des Gymnasiums in Dillenburg Rechtswissenschaften und Volkswirtschaft in Gießen, Frankfurt am Main und Marburg. Während seines Studiums wurde er 1922 Mitglied der Burschenschaft Germania Gießen. Er wurde zum Dr. iur. promoviert. Nach seinem Studium wurde er Regierungsrat in Wagstadt. Während des Zweiten Weltkrieges war er in der Verwaltung in Frankreich und Russland eingesetzt. Er wurde Landrat im Kreis Thorn, von wo er 1945 fliehen musste.
1952 wurde er Mitglied der Burschenschaft Saravia Mainz.